# Jardin des Gogottes
Le jardin des Gogottes est situé dans le quartier de Villaroy à Guyancourt dans les Yvelines. C'est une œuvre conçue en 1996 par l'urbaniste Jean-Noël Capart avec le paysagiste Jacques Simon. Le sculpteur Philolaos Tloupas y a installé ses « Gogottes ».
Ancien élève de l'école des Beaux-Arts d'Athènes entre 1944 et 1947, Philolaos Tloupas s'installe ensuite en France et étudie dans l'atelier de l'École nationale supérieure des beaux-arts de Paris avec comme professeur le sculpteur Marcel Gimond. C'est dans les années 1960 qu'il commence à travailler avec de nombreux architectes et paysagistes, ce qui lui permet de proposer ses sculptures dans les projets architecturaux et paysagers de ces derniers.

## Géographie
Le jardin, qui se développe sur une surface d'un hectare, est un des éléments de l'axe visuel reliant le clocher de l'église Saint-Victor du centre ville de Guyancourt à la Ruche au centre du technocentre Renault en passant par la Vague de lumière du sculpteur Pierre Nicouleau et l'étang de Villaroy. Un fil d'acier inoxydable relie entre eux les différents éléments de cet axe.
À proximité, les façades des bâtiments qui entourent une partie du jardin des Gogottes sont ornées de caryatides inspirées de la Vénus de Milo et dont l'auteur est l'architecte Manolo Nuñez-Yanowsky.

## Les Gogottes
Les Gogottes sont des animaux imaginés par Philolaos à partir des années 1950. Il enseigne alors la poterie au centre de Claireau, à Saint-Rémy-lès-Chevreuse, il y réalise ses premières Gogottes en terre entre 1951 et 1967. Le sculpteur s'est inspiré d’un livre de l'éléphant Babar de Jean de Brunhoff : Les Vacances de Zéphir[réf. souhaitée], publié en 1936, dans lequel apparaissent, outre le singe Zéphir, vieil ami de Babar, la sirène Éléonore, sa tante Crustadèle, le monstre Polomoche et les Gogottes.
Les Gogottes, au nombre de quatre, sont réalisées en béton lavé, avec un ruban d'acier inoxydable intégré dans celui-ci.
Contrairement aux personnages de la bande dessinée de Babar, les Gogottes ont un sexe. Celui-ci est en acier. Parmi les quatre Gogottes on distingue deux Gogottes mâles et deux femelles.
Pour François Deligné, « les Guyancourtois sont très attachés au jardin des Gogottes qui est une véritable référence géographique et artistique dans la ville. Guyancourt est associée pour toujours aux Gogottes et donc à Tloupas Philolaos ».[réf. souhaitée]
Philolaos a aussi réalisé, à Guyancourt en 2000, la sculpture de la place Don Helder Camara représentant un arbre métallique en acier inoxydable.

## Diaporama du jardin

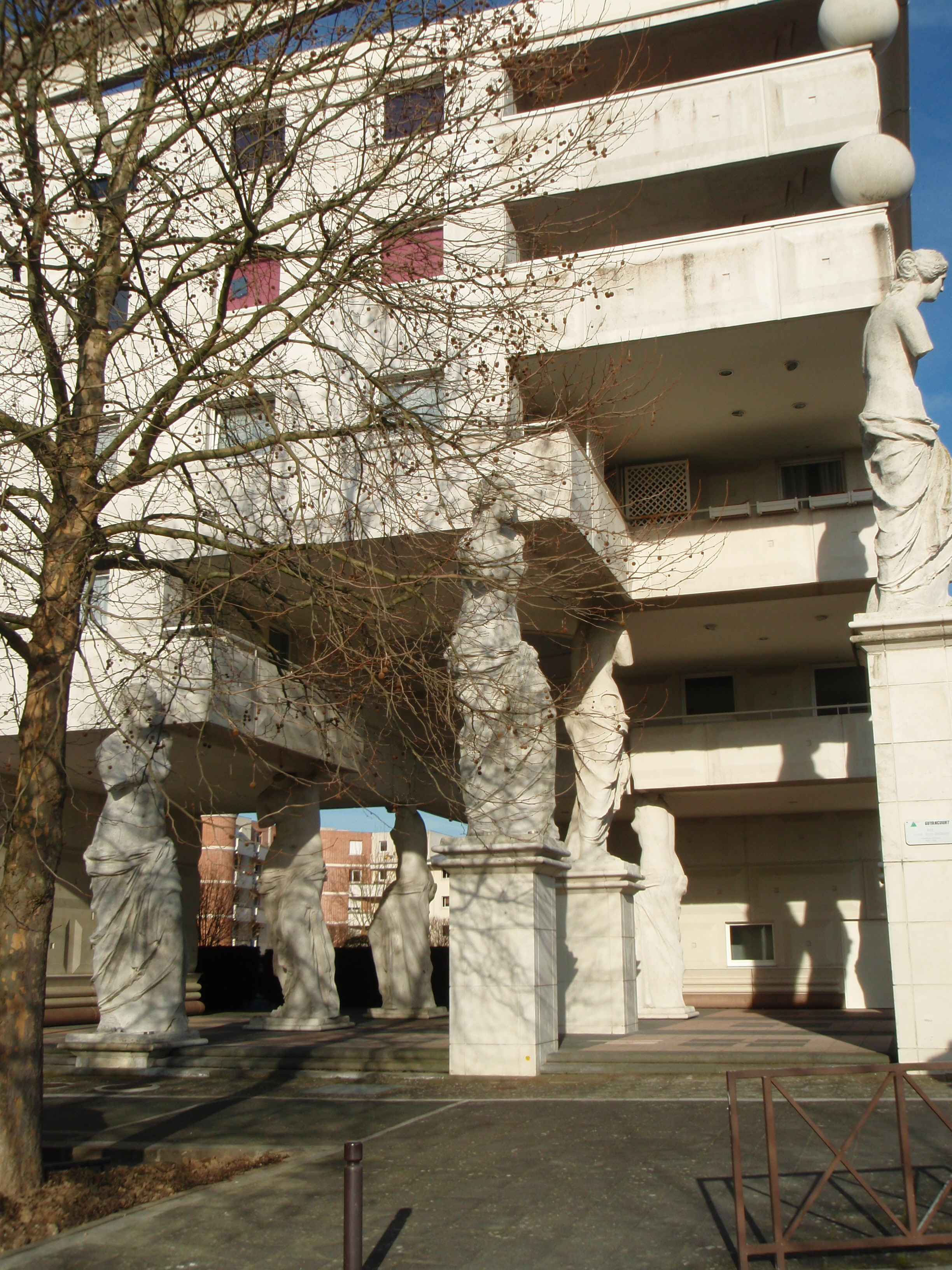
Les caryatides depuis le jardin des Gogottes.
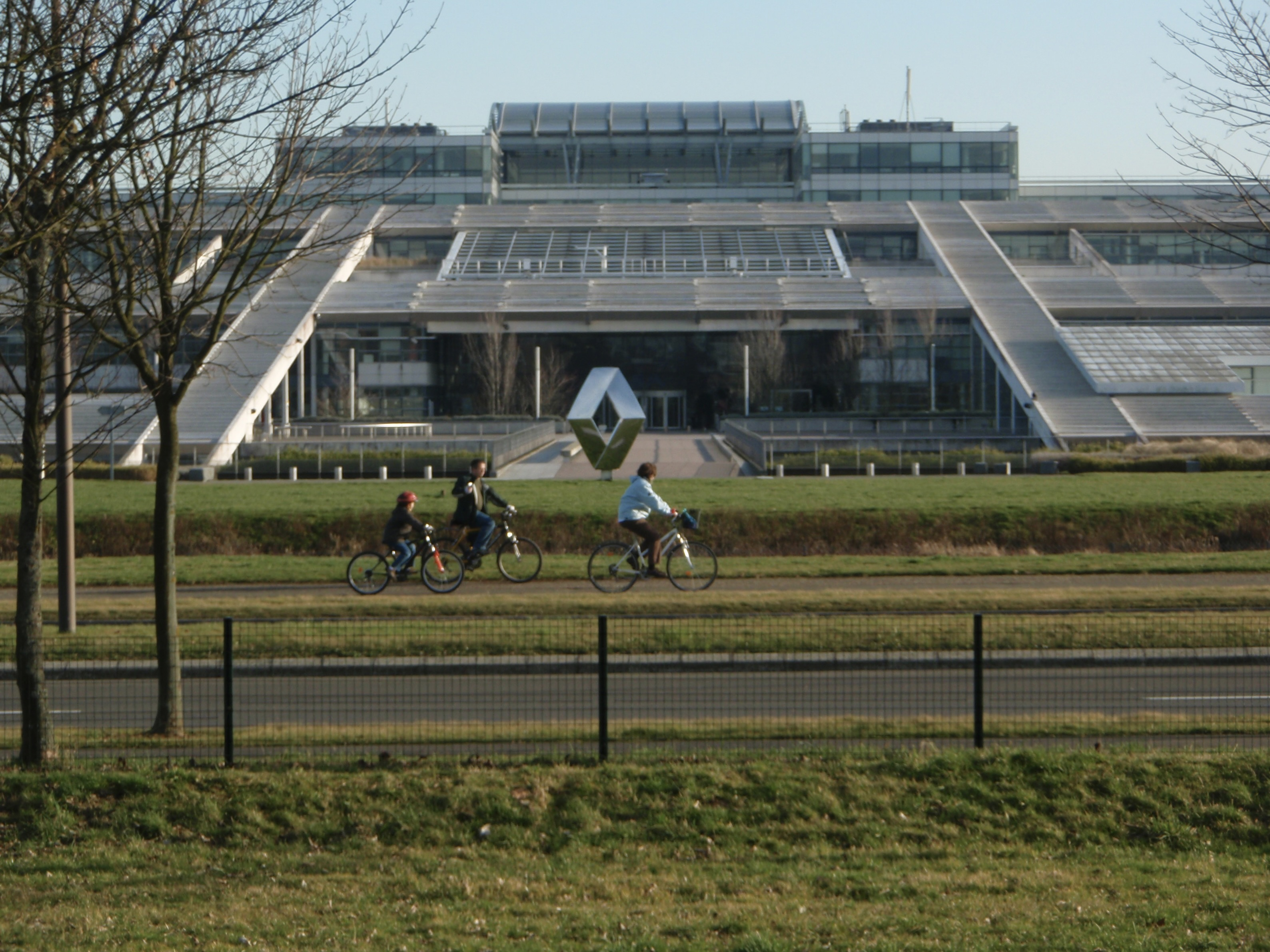
La Ruche du Technocentre Renault vue depuis les Gogottes.